# Skworcowe
Skworcowe (ukr. Скворцове, ros. Скворцово, Skworcowo) – wieś na Ukrainie, w Autonomicznej Republice Krymu (de iure stanowiącej integralną część państwa ukraińskiego, w 2014 anektowanej przez Rosję i odtąd funkcjonującej jako Republika Krymu), w rejonie symferopolskim. W 2001 liczyła 2481 mieszkańców, wśród których 221 wskazało jako ojczysty język ukraiński, 1891 rosyjski, 331 krymskotatarski, 5 białoruski, 13 ormiański, 19 inny, a 1 osoba się nie zadeklarowała. Według spisu ludności przeprowadzonego przez okupacyjne władze rosyjskie populacja wsi w 2014 wynosiła 2517 osób.